# Viliam Fischer
Viliam Fischer (* 18. září 1938 Bratislava), uváděný také jako Viliam Fišer, je slovenský kardiochirurg, vysokoškolský učitel, politik (mj. kandidát na prezidenta), bývalý fotbalový útočník a činovník (funkcionář).
Od roku 1980 realizoval více než 5 000 operací srdce. V roce 1998 se podílel na první úspěšné transplantaci srdce na Slovensku. Kandidoval v prezidentských volbách (2014) jako nezávislý občanský kandidát.
Je ženatý a má dvě dcery.

## Profesní kariéra
Roku 1998 byl součástí týmu, který uskutečnil první úspěšnou transplantaci srdce na Slovensku. Spolupracoval s Jurajem Fabiánem, který zákrok po stránce kardiologické a kardiochirurgické organizoval. Tým s názvem Transplantácia srdca založil Fabián v lednu 1994. Operatérský tým vedl primář Kliniky kardiochirurgie Michal Hulman. Viliam Fischer uskutečnil 45 z prvního sta transplantací.
Působil i na Ministerstvu zdravotnictví SR. V období 1997–2007 byl hlavním odborníkem na kardiovaskulární chirurgii, kardiochirurgii a transplantologii srdce. V letech 1995–1998 byl též předsedou Rady expertů MZ SR. V institutu pro zdravotní politiku působil jako odborný poradce.
V době své prezidentské kampaně byl vedoucím Katedry kardiochirurgie Lékařské fakulty Slovenské zdravotnické univerzity v Bratislavě a Národního ústavu srdečních a cévních chorob (NÚSCH), zároveň byl čestným členem vědecké rady ústavu. Od roku 1991 byl přednostou Kliniky kardiochirurgie NÚSCH. V letech 2002–2008 byl prorektorem nově vzniknuvší Slovenské zdravotnické univerzity. Viliam Fischer potom pracoval v NÚSCH ve zkráceném úvazku. Po propuknutí úplatkářské kauzy odjel na dovolenou a od 25. února 2015 čerpal po dohodě se zaměstnavatelem neplacené volno. V dubnu 2015 dostal dvouletý trest s podmíněným odkladem na zkušební dobu čtyř let, zároveň peněžitý trest ve výši 15 tisíc eur a zákaz vykonávat lékařské povolání po dobu tří let. V lednu 2017 požádal Viliam Fischer Specializovaný trestní soud, aby mu byl odpuštěn zbytek tříletého zákazu výkonu povolání. Ač mu bylo soudem vyhověno, nemohl se k profesi vrátit, neboť mu Slovenská lékařská komora odebrala licenci.

## Politická kariéra
Před rokem 1990 byl členem KSČ. V devadesátých letech podporoval HZDS, účastnil se i mítinků na stadionu Pasienky. Za HZDS kandidoval v parlamentních volbách (1998), kde figuroval na 135. místě kandidátní listiny. HZDS o něm jako prezidentském kandidátovi uvažovalo už v prezidentských volbách (2009), ale nakonec nominovalo Milana Melníka. Viliam Fischer se před parlamentními volbami (2012) stal součástí vedoucí trojice strany Jána Budaje s názvem Zmena zdola, Demokratická únia Slovenska. Strana získala 1,29% platných hlasů a do parlamentu se nedostala.

### Kandidatura na prezidenta
Kandidaturu do prezidentských voleb (2014) oznámil 17. prosince 2013. Oficiálním kandidátem se stal 9. ledna 2014, kdy do kanceláře předsedy NR SR odevzdal 17 662 podpisů od občanů. Za svou prioritu označil slovenské zdravotnictví. Oznámil také, že jeho kampaň bude nejlevnější mezi kandidáty. V prvním kole volby nakonec získal 9 514 hlasů (0,50% z odevzdaných hlasů) a ze 14 kandidátů skončil na 10. místě.

## Fotbalová kariéra

### Hráč
V československé lize hrál za Slovan ÚNV Bratislava, aniž by skóroval. Nastupoval převážně za B-mužstvo, kde se potkával mj. s Jánem Fáberem. Během základní vojenské služby působil na Moravě v Dukle Bzenec. Hrál také za Dunajskou Stredu a Slovan Vídeň.

#### Prvoligová bilance
| Ročník             | Zápasy | Góly | Minuty | Klub                     |
| ------------------ | ------ | ---- | ------ | ------------------------ |
| I. liga 1957/58    | 1      | 0    | 90     | TJ Slovan ÚNV Bratislava |
| CELKEM I. ČS. LIGA | 1      | 0    | 90     |                          |

### Funkcionář
V letech 1992–2004 byl ve výkonném výboru fotbalového oddílu ŠK Slovan Bratislava. Ve správní radě byl od srpna 2002. Do 15. srpna 2003 působil ve funkci předsedy a člena správní rady ve fotbalovém klubu, tamtéž měl zároveň funkci předsedy a člena představenstva.
Pracoval i v poradním týmu slovenského reprezentačního A-mužstva.

## Další působiště
- V 70. letech 20. století pečoval jako lékař o volejbalistky Slávia UK Bratislava.[11]
- Od roku 1976 se jako klubový lékař staral o lední hokejisty Slovanu Bratislava.[11]
- V letech 1982–1990 byl členem výboru tělovýchovné jednoty Slovan ChZJD Bratislava a předsedou zdravotní komise.[11]

## Ocenění
- Řád Ľudovíta Štúra I. třídy udělený 28. října 1998.[4]
- Medaile akademika L. Dérera udělená ministerstvem zdravotnictví 19. října 2000.[4]